# General Enrique Estrada
General Enrique Estrada è una municipalità dello stato di Zacatecas, nel Messico centrale, il cui capoluogo è la omonima località.
Conta 5.894 abitanti (2010) e ha una estensione di 196,71 km².
In nome della località è dedicato a Enrique Estrada, generale della Rivoluzione messicana.